# Terrier escocês

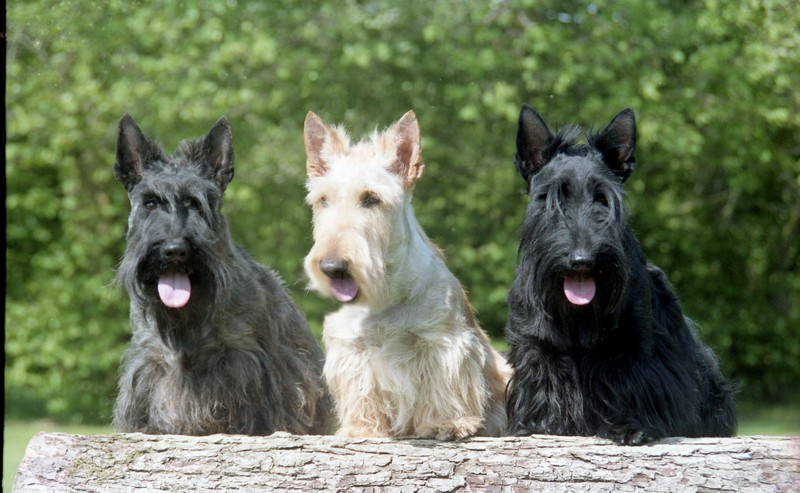
Três terriers de cores diferentes (cinza, branco e preto, respectivamente).

Terrier escocês[Nota] (em inglês:  Scottish Terrier) é um cão de origem escocesa. Conhecidamente uma das raças terriers mais antigas da Escócia, foi desenvolvida para tornar-se um cão de caça, desentocando as presas para seus donos, já que a caça, naquela época, era uma atividade primordial, respeitando ainda as exigências dos lordes, de não terem um grande cão caçador. A paixão dos escoceses por este cão é tão grande que gerou a frase: Já existiam escoceses nestas planícies quando a Europa ainda estava sob domínio romano. Sua popularidade na Europa é grande, e um dos mais famosos desses terriers figurou no desenho animado A Dama e o Vagabundo, da Disney. Na sociedade, foram símbolo da marca de uísque Black and White e companheiros dos ex-presidentes norte-americanos Franklin Roosevelt e Ronald Reagan.